# Casa de Hohenzollern
A Casa de Hohenzollern (em alemão: Haus von Hohenzollern) foi uma das dinastias mais importantes da história da Alemanha. O nome da família vem do Castelo de Hohenzollern, situado na região da Suábia, sendo associado a um dos ramos mais influentes da nobreza alemã. Desde 1192, o ramo franco da família foi responsável pelos Burgraviato de Nuremberga; em 1415, os Margraves e Eleitores de Brandenburg; em 1525, os Duques da Prússia; e, a partir de 1701, os Reis da Prússia. A dinastia continuou a dominar até 1918, com o título de Imperadores Alemães até o fim do Império Alemão.
A história da família remonta a 1061, quando os nomes Burchardus e Wezil aparecem pela primeira vez na crônica de Berthold von Reichenau, monge beneditino e cronista da Abadia de Reichenau. Atualmente, o ramo mais importante é o brandenburgo-prussiano, que se separou no início do século XIII após a aquisição do título de Burgrave de Nuremberg, tornando-se uma linha com maior influência ao longo do tempo. O chefe da família hoje é Jorge Frederico da Prússia, enquanto o chefe da linha suábia é Karl Friedrich, Príncipe de Hohenzollern. O Castelo de Hohenzollern, situado no topo da montanha de mesmo nome, é de propriedade das duas famílias.
Os Hohenzollern da Suábia foram elevados a condes em 1111, com terras na região de Hechingen. Com a divisão da herança em 1576, surgiram os ramos Hohenzollern-Hechingen, Hohenzollern-Sigmaringen e Hohenzollern-Haigerloch, dos quais apenas o ramo de Sigmaringen sobrevive. Em 1623, os Condes de Hohenzollern-Hechingen e Hohenzollern-Sigmaringen foram elevados ao título de Príncipes do Império. Após a Revolução de 1848, os Hohenzollern desistiram de suas posses territoriais. Em 1850, ambos os principados passaram para o domínio da Prússia. De 1866 a 1947, os membros da Casa de Hohenzollern-Sigmaringen desempenharam papéis importantes, primeiro como príncipes e, mais tarde, como reis da Romênia.
Os Hohenzollern francos governaram a Burgraviato de Nuremberga de 1192 a 1427. Durante esse período, na região, surgiram os Margraviados de Ansbach e Kulmbach, que permaneceram sob o controle dos Hohenzollern até o início do século XIX. A ascensão política da família começou em 1415, quando o Burgrave Friedrich VI recebeu o título de Margrave de Brandenburgo do rei Sigismundo, o que lhe deu o direito de eleger o rei romano-germânico.
Além do ramo de Brandenburgp, existiam também os ramos de Ansbach e Kulmbach, que se formaram a partir da linha franca. O último Grão-Mestre da Ordem Teutônica na Prússia era da linha de Ansbach, e foi ele quem secularizou o Estado da Ordem Teutônica, transformando-o no Duque da Prússia em 1525. Em 1618, a Prússia foi incorporada à linha de Brandenburgo, que passou a governá-la em união pessoal com o Margraviado de Brandenburgo.
Quando Frederico III de Brandenburgo foi coroado Rei da Prússia em 1701, o Duque da Prússia foi elevado ao status de reino, e o nome Prússia passou a ser associado a todos os domínios da família Hohenzollern, consolidando o Estado da Prússia. Sob o comando de Frederico II, a Prússia se tornou uma potência europeia, especialmente após as vitórias nas Guerras Silesianas e na Guerra dos Sete Anos. No entanto, foi após a Guerra Austro-Prussiana de 1866 e a Guerra Franco-Prussiana, de 1870-71 que a Prússia se tornou a potência dominante na Alemanha, culminando com a coroação do rei Guilherme I como Imperador do Império Alemão.
A dinastia Hohenzollern-brandenburguense chegou ao fim em 9 de novembro de 1918, com a Revolução de Novembro, quando a República foi proclamada em Berlim, e a República de Weimar foi fundada. O último imperador, Guilherme II, viveu no exílio nos Países Baixos após sua abdicação.

## Os senhores e condes de Zollern

### Origens e história familiar até cerca de 1200

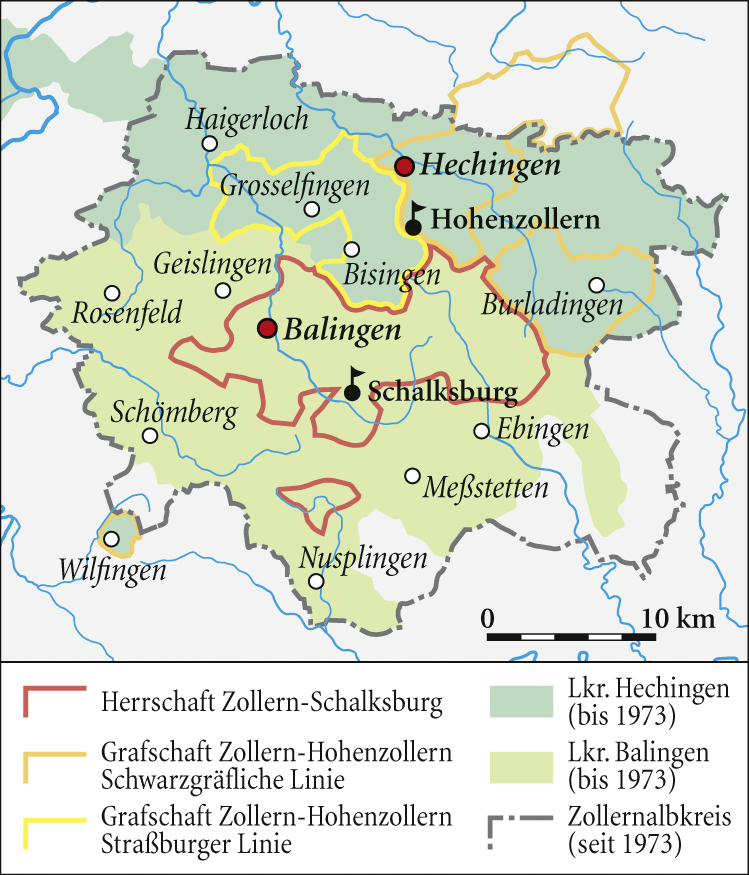
Origens e história familiar até as terras ancestrais dos Hohenzollerns e o atual Zollernalbkreis. Separação do domínio de Schalksburg da propriedade principal em 1288. As linhas do Conde Negro e de Estrasburgo surgiram em 1344.

Os territórios originais da família Hohenzollern estão localizados principalmente no norte do atual Zollernalbkreis, onde, perto de Hechingen, encontra-se o Castelo de Hohenzollern, no distrito de Zimmern, pertencente ao município de Bisingen. A construção original do castelo pode datar do século XI, sendo mencionada pela primeira vez em 1267. Em 1423, foi conquistada e amplamente destruída pela Liga das Cidades Imperiais da Suábia. O castelo atual foi reconstruído entre 1850 e 1867 pelo rei Frederico Guilherme IV em estilo neogótico. É considerado o terceiro castelo da dinastia e pertence, até hoje, de forma compartilhada, tanto à linha brandenburguense-prussiana quanto à linha suábia.
A primeira menção registrada da família Hohenzollern aparece na crônica latina de Berthold von Reichenau, que relata a morte de dois membros da família, Burchardus e Wezil, no ano de 1061. Esses dois indivíduos eram contemporâneos do rei Henrique IV, do Sacro Império Romano-Germânico, da dinastia saliana. A obra de Berthold segue cronologicamente a Chronicon de Hermano de Reichenau e menciona a família Hohenzollern em relação a uma posição de poder local, possivelmente como protetores das terras do mosteiro de Reichenau, no Lago de Constança. De fato, muitos membros da família Hohenzollern ingressaram como monges nesse mosteiro ao longo do tempo.

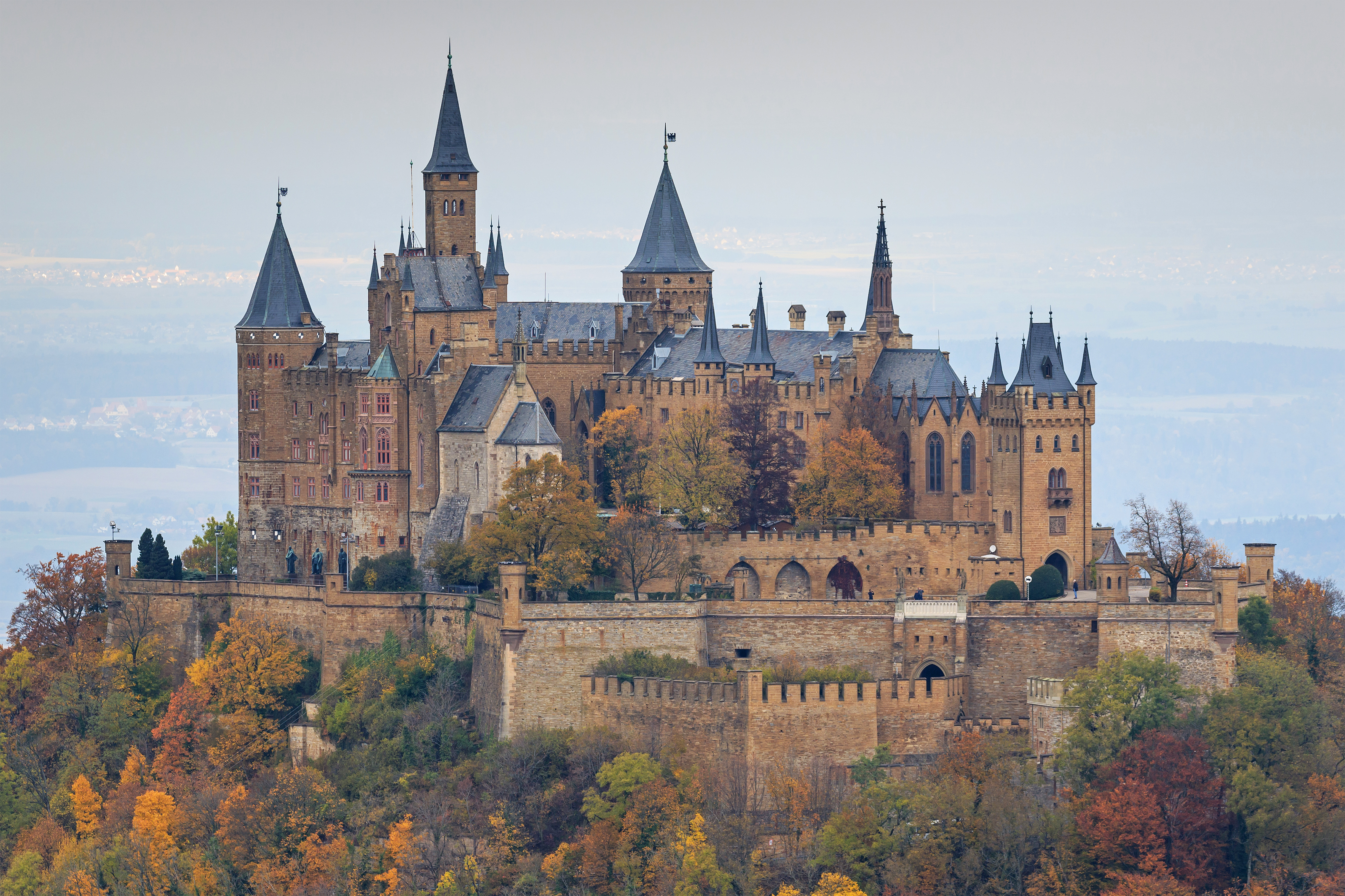
O Castelo de Hohenzollern, antigo assento de poder da família.

Entretanto, a referência de Berthold von Reichenau tem gerado debates entre historiadores, pois os detalhes dos eventos não são claros, e os indivíduos mencionados não são designados como conde. O professor de Tübingen, Martin Crusius, já no final do século XVI, observou que, na crônica de Hermann, não havia menção de que Burchardus e Wezil fossem condes, e o contexto de sua morte não estava especificado. Desde o século XIX, esses dois membros da família passaram a ser considerados os primeiros ancestrais documentados da dinastia Hohenzollern, com a inexistência de indivíduos mais antigos sendo cientificamente comprovada.
- Burkhard I. († 1061);
- Friedrich I. († antes de 1125), chamado de "Maute";
- Friedrich II. († por volta de 1142), filho de Friedrich I., que em 1170 se separou dos Hohenberger;
- Friedrich III. (* antes de 1171; † por volta de 1200), a partir de 1192 Burggraf Friedrich I de Nuremberg.

Documentos mencionando membros da família só surgem no final do século XI. Adalbert von Zollern, da ramificação de Haigerloch, mencionado na fonte original como Adelbertus de Zolro, possuía, junto com outros nobres, uma propriedade na Floresta Negra e fundou, em 1095, o mosteiro de Alpirsbach. Há poucas informações sobre esse período relacionado ao domínio de Haigerloch.
Friedrich I, Conde de Zollern († antes de 1125), conhecido como "Maute", era descendente de Burkhard I, falecido em 1061, e foi o primeiro Vogt (protetor) do mosteiro de Alpirsbach. Através de seu apoio ao imperador saliano Henrique V, os Hohenzollern começaram a ser reconhecidos no nível do império. O conde se manteve próximo da corte do imperador, participando ativamente dos assuntos do império e das disputas sobre a investidura. Em 1111, Friedrich I foi investido como conde e acompanhou Henrique V na coroação imperial realizada pelo Papa Pascoal II. Aos poucos, o nome Friedrich passou a ser associado como um nome representativo para a família Hohenzollern.
Após a morte de Maute, por volta de 1125, seu filho Friedrich II herdou os bens principais da família. Por volta de 1125, os condes de Zollern já possuíam um território com ministros, mas pouco se sabe sobre a localização exata de suas propriedades. Entre as terras mencionadas em doações estão Höfendorf, próximo a Haigerloch (1095), Beuren (1134), Stetten, Engstlatt, Hart, Streichen e Thanheim.
Burkhard, outro filho de Maute, que passou a ser conhecido como conde de Hohenberg-Zollern, fundou a ramificação dos Hohenberger, que se extinguiu em 1486. Alguns estudiosos acreditam que a divisão das propriedades não ocorreu após a morte de Maute, mas sim por volta de 1170. Os Hohenberger construíram o castelo de Hohenberg, localizado em uma colina próxima a Schörzingen, e frequentemente tiveram desentendimentos com os Hohenzollern. Um dos Hohenberger mais conhecidos foi Albrecht II de Hohenberg-Rotenburg, um trovador († 1298). A separação da linha dos Hohenberger resultou na perda das terras ocidentais para os Hohenzollern. Os Hohenberger governaram Haigerloch de 1100 a 1400, e em 1497, os condes de Zollern trocaram Haigerloch por propriedades em Graubünden, após o domínio ter sido hipotecado à família em 1488.
Os Hohenzollerns atuaram nos parlamentos estaduais dos Duques da Suábia no século XII e também no da corte dos Hohenstaufens em conexão com os assuntos da Suábia. A família também esteve presente nos parlamentos estaduais de Zähringer e nos parlamentos estaduais de Henrique, o Leão, para feudos perto de Ravensburg. Os Hohenzollern construíram seu poder através dos escritórios do império e da igreja e através das propriedades da igreja que administravam.
A ascensão dos Hohenzollern no final da Idade Média deveu-se, em grande parte, à sua lealdade real, primeiramente aos Hohenstaufen e, mais tarde, aos Luxemburgo. Friedrich III, conde de Zollern († por volta de 1200) foi um seguidor fiel dos imperadores Hohenstaufen, Friedrich I e Henrique VI. Seu pai ou avô, Friedrich II, inicialmente se distanciou dos Hohenstaufen devido a uma aliança com o imperador Lotário II, mas depois, em 1138, lutou ao lado deles contra os Welfs. Durante a disputa de Tübingen, entre 1164 e 1166, os Hohenzollern se aliaram aos Pfalzgrafen de Tübingen e aos Hohenstaufen contra os Welfs.
Em 1185, Friedrich III casou-se com Sophia von Raabs, filha do burgrave de Nuremberg, Konrad II von Raabs. Os condes de Raabs, da Baixa Áustria, possuíam vastas propriedades na Áustria, incluindo o castelo de Raabs. Após a morte de seu sogro, que não deixou herdeiros masculinos, Friedrich III foi nomeado Burgrave de Nuremberga pelo imperador Henrique VI. Ele foi mencionado pela primeira vez como burgrave de Nuremberg em um documento imperial de 8 de julho de 1192, e é considerado o fundador da linha Zollern-Nuremberg. Ele também recebeu propriedades em Raabs, perto de Nuremberg.
Após a morte do burgrave, seus filhos dividiram as posses. O filho mais velho, Konrad I, recebeu o título de Burgrave de Nuremberga por volta de 1218 e fundou a linha frâncica dos Hohenzollern, que mais tarde daria origem à linha brandemburgo-prussiana. O irmão mais novo, Friedrich IV, continuou a linha suábia e herdou o castelo ancestral de Hechingen e as propriedades ao redor. Ele foi o fundador da atual Casa Hohenzollern-Sigmaringen.
A partir de 1415 esta casa tornou-se governante do Eleitorado de Brandemburgo, sendo o seu chefe, neste época, um príncipe-eleitor do Sacro Império Romano-Germânico. Em 1618 a família passou a governar o Ducado da Prússia, sendo o seu chefe detentor do título nobiliárquico de duque, e desde 1701 adquiriram o título de reis da Prússia.
Em 1871 a casa, já concretizada como uma das mais poderosas e influentes da Europa, unificou os estados germânicos e passou a governar o Império Alemão, através do primeiro kaiser, Guilherme I, (coroado no Palácio de Versalhes). Em 1918 o império foi extinto e foi proclamada a República de Weimar, como consequência da Primeira Guerra Mundial (1914-1918).

## 1918 - presente
Após o fim da Segunda Guerra Mundial, em 1945, com a  ocupação soviética, a dinastia perdeu terras na Alemanha Oriental, restando apenas algumas ações de empresas e o Castelo de Hohenzollern, na Alemanha Ocidental, que foi danificado após um sismo em 3 de setembro de 1978, tendo sua restauração durado até a década de 1990.
Desde 1994, o chefe dos Hohenzollern é Jorge Frederico da Prússia, trineto de Guilherme II da Alemanha, o último kaiser do Império Alemão.